# فرانسیسکو زابارلا

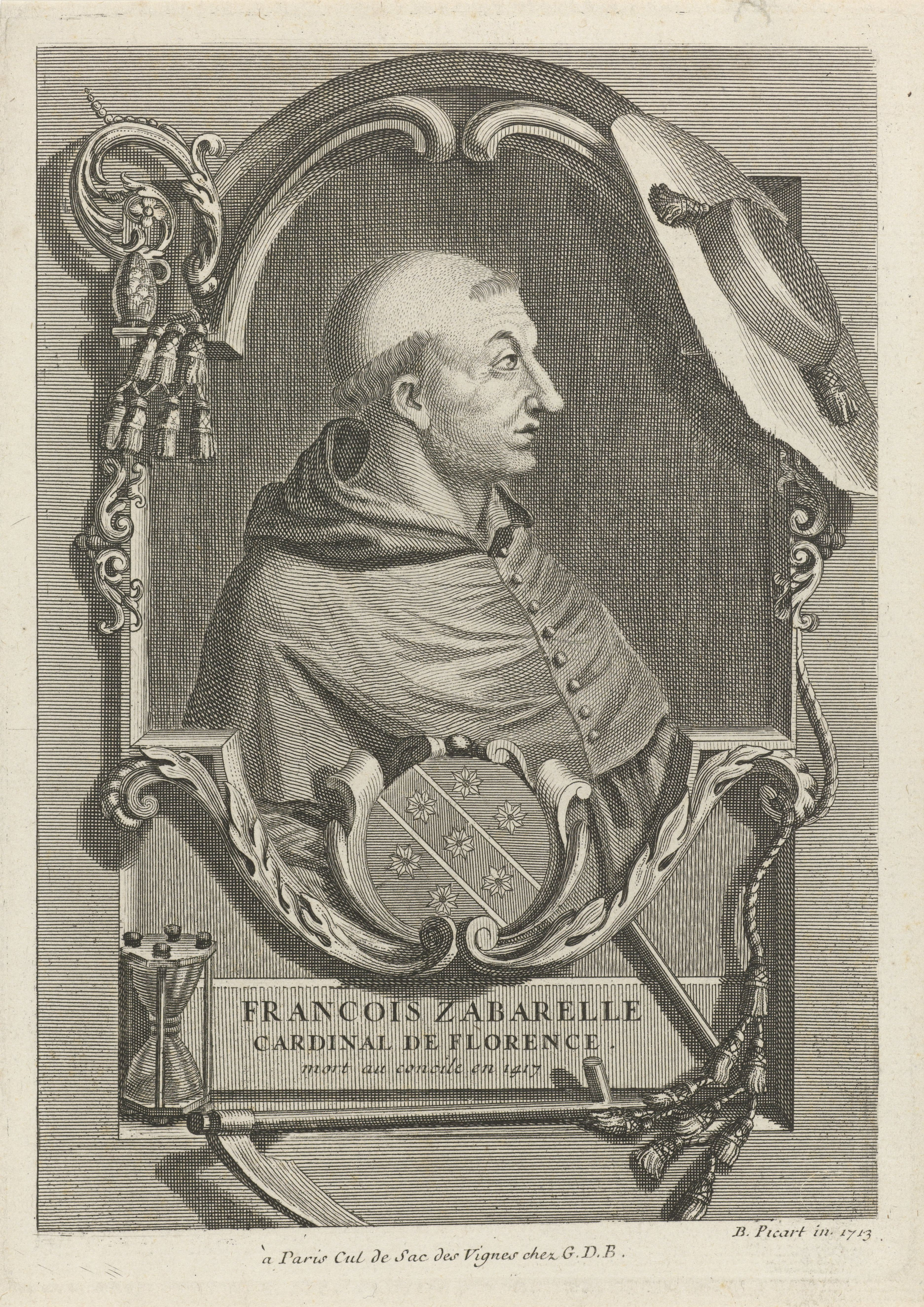
پرتره‌ای از زابارللا

فرانسیسکو زابارلّا (۱۰ اوت ۱۳۶۰ – ۲۶ سپتامبر ۱۴۱۷) (به لاتین: Francesco Zabarella) یکی از کاردینال‌ها و متشرعان ایتالیایی بود.

## روحانیت
او در پادووا زاده شد، در شهر بولونیا فقه خواند و در فلورانس در سال ۱۳۸۵ فارغ‌التحصیل شد. او سپس تا سال ۱۳۹۰ در فلورانس و سپس تا ۱۴۱۰ در پادووا به تحصیل در قانون شرع ادامه داد. او نایب اسقف آکیاجولی در فلورانس شد و به عنوان کشیش پیشوای کلیسای سنت مارتین در نزدیکی فلورانس برگزیده شد. در ۱۳۹۸ نمازگزار کاتادرال پادووا شد. حکومت پادووا از او در حدود سال ۱۴۰۴ به عنوان دیپلمات اعزامی به دربار شاه شارل ششم در فرانسه فرستاد تا علیه ونیزی‌های مهاجم درخواست یاری کند. زمانی که شهر پادووا در سال ۱۴۰۶ به تصرف ونیز درآمد، زابارلا از دولت ونیزیان دفاع نمود. در ۱۴۰۹ او بخشی از شورای پیزا بود و به عنوان نمایندهٔ ونیزی‌ها در آنجا حاضر شد. در ۱۸ ژوئیه ۱۴۱۰، پاپ جان بیست و سوم به او مقام اسقفی فلورانس را بخشید و در ۶ ژوئن ۱۴۱۱ او را کاردینال مقام کلیسای سانت کسما ئی دامیانو نامید.